# 세계의 주요 종교
세계의 주요 종교에 대해 설명한다.

## 신자 수에 따른 주요 종교
1. 기독교: 25억 명[1]
2. 이슬람교: 18억 명[1]
3. 힌두교: 11억 명[1]
4. 불교: 5억 명[2]
5. 중국 전통 신앙: 3억 9천 4백만 명[1]
6. 부족 신앙: 3억 명[2]
7. 아프리카 토속 종교: 1억 명[2]
8. 시크교: 2천 3백만 명[2]
9. 심령주의: 1천 5백만 명[2]
10. 유대교: 1천 5백만 명[2]
11. 바하이교: 7백만 명[2]
12. 자이나교: 4백 2십만 명[2]
13. 신토: 4백만 명[2]
14. 까오다이교: 4백만 명[2]
15. 조로아스터교: 2백 6십만 명[2]
16. 천리교: 2백만 명[2]
17. 원불교: 148만 명[2]
18. 유니테리언주의: 80만 명[2]
19. 라스타파리 운동: 60만 명[2]
20. 사이언톨로지교: 50만 명[2]